# Josef Řebíček
Josef Řebíček (Rebicek József, Prága, 1844. február 7. – Berlin, 1904. március 24.) cseh hegedűművész és karmester.

## Élete és munkássága
Josef Řebíček nyolcéves korától tanult zongorázni a prágai zenedében Bedřich Smetana tanárától, Josef Prokschtól, majd tizenegyévesen a helyi konzervatóriumban hegedűtanulmányokat folytatott Mildnernél. 19 évesen már a Weimari udvari zenekar koncertmestere volt Liszt Ferenc kezei alatt, majd szülővárosában saját zenekart alapított. Később a prágai Német Színháznál szolgált. 1866-ban Wiesbadenbe ment koncertmesternek, ahol 1882 végéig a Királyi Színház zenei vezetője volt. Itt ismerte meg Elisabeth Löffler énekesnőt, akivel 1872-ben házasságot kötött. Sokat tettek Richard Wagner népszerűsítéséért, és bevezette a Sörpad koncerteket (Bierbank Konzerte), ahol mérsékelt belépődíjért játszottak az ifjúságnak és a kispénzű embereknek. 1883. január 13-tól Varsóban Adam Muenchheimer utódja, majd 1891-től Budapesten a Magyar Királyi Operaházhoz szerződött karmesternek, Gustav Mahler után.
Budapesten Řebíček két évig működött, majd 1893-ban visszament Wiesbadenbe, ahol 1897-ig maradt Franz Mannstädt-tel és Schlarral dolgozott. Az új wiesbadeni Színház nyitóünnepségére 1894-ben ünnepi zenét komponált és tanított be. 1897-ben a Berlini Filharmonikusok karmestere lett, ahol ő vezényelt, amikor a vezető karmester, Arthur Nikisch máshol vendégszerepelt. Szolgálataiért megkapta a IV. osztályú Porosz Koronarendet.

## Művei
- "Ünnepi játék" (Festspiel) G. von Hülsen és J. Lauff szövegére
- h-moll szimfónia